# Elecciones provinciales de San Luis de 1946
Las elecciones generales de la provincia de San Luis de 1946 tuvieron lugar el domingo 24 de febrero del mencionado año con el objetivo de restaurar las instituciones democráticas constitucionales y autónomas de la provincia después de tres años de la dictadura militar surgida del golpe de Estado denominado Revolución del 43. Se realizaron al mismo tiempo que las elecciones presidenciales y legislativas a nivel nacional. Se debía elegir al Gobernador y al Vicegobernador, y a los 25 escaños de la Legislatura Provincial, componiendo los poderes ejecutivo y legislativo de la provincia para el período 1946-1950. Fueron las primeras elecciones competitivas que celebraba la provincia desde 1930, pues durante la Década Infame las elecciones eran declaradamente fraudulentas.
Estas elecciones se realizaron en el marco del surgimiento del peronismo en la vida política argentina, con la llegada al poder de Juan Domingo Perón. A pesar de que la fórmula José Tamborini-Enrique Mosca, de la Unión Democrática (UD), ganaron por aplastante margen en San Luis, a nivel provincial la coalición no se concretó y el candidato peronista Ricardo Zavala Ortiz, de la Unión Cívica Radical Junta Renovadora (UCR-JR) obtuvo una escueta victoria con el 44,84% de los votos contra el 36,03% de Juan Agustín Luco, del Partido Demócrata Nacional (PDN), gobernante antes del golpe. En tercer lugar quedó Nicolás A. Diferraro, de la Unión Cívica Radical (UCR), con el 19,12% de las preferencias. La participación electoral fue del 79,40% del electorado registrado.
Con respecto a la legislatura, la coalición entre el Partido Laborista (PL) y la UCR Junta Renovadora obtuvo mayoría absoluta de dos tercios con 17 de los 25 escaños, mientras que el Partido Demócrata Nacional se quedó con las 8 bancas restantes, sin que el radicalismo pudiera conseguir ninguna banca. Los cargos electos asumieron el 22 de mayo.

## Resultados

### Gobernador
| Candidato                           | Partido                             | Partido                               | Votos  | %     |
| ----------------------------------- | ----------------------------------- | ------------------------------------- | ------ | ----- |
| Ricardo Zavala Ortiz                |                                     | Unión Cívica Radical Junta Renovadora | 14.575 | 44,84 |
| Juan Agustín Luco                   |                                     | Partido Demócrata Nacional            | 11.712 | 36,03 |
| Nicolás A. Diferraro                |                                     | Unión Cívica Radical                  | 6.215  | 19,12 |
| Total de votos                      | Total de votos                      | Total de votos                        | 32.502 | 100   |
| Electores registrados/participación | Electores registrados/participación | Electores registrados/participación   | 40.932 | 79,40 |
| Fuentes:                            |                                     |                                       |        |       |

### Cámara de Diputados
| Partido                             | Partido                               | Votos  | %     | Bancas |
| ----------------------------------- | ------------------------------------- | ------ | ----- | ------ |
|                                     | Unión Cívica Radical Junta Renovadora | 14.566 | 44,14 | 17/25  |
|                                     | Partido Demócrata Nacional            | 11.672 | 35,37 | 8/25   |
|                                     | Unión Cívica Radical                  | 6.501  | 19,70 |        |
|                                     | Partido Comunista                     | 257    | 0,78  |        |
| Total de votos                      | Total de votos                        | 32.996 | 100   |        |
| Electores registrados/participación | Electores registrados/participación   | 40.932 | 80,61 |        |
| Fuentes:                            |                                       |        |       |        |

#### Resultados por departamentos
| Ayacucho 3 Diputados                | Ayacucho 3 Diputados                  | Ayacucho 3 Diputados | Ayacucho 3 Diputados | Ayacucho 3 Diputados | Ayacucho 3 Diputados                                                                          |
| Partido                             | Partido                               | Votos                | %                    | Bancas               | Electos                                                                                       |
| ----------------------------------- | ------------------------------------- | -------------------- | -------------------- | -------------------- | --------------------------------------------------------------------------------------------- |
|                                     | Unión Cívica Radical Junta Renovadora | 1.375                | 41,23                | 2/3                  | - Jorge Glellel - Manuel A. Silva                                                             |
|                                     | Partido Demócrata Nacional            | 1.332                | 39,94                | 1/3                  | - José Santos Ortiz                                                                           |
|                                     | Unión Cívica Radical                  | 628                  | 18,83                |                      |                                                                                               |
| Total de votos                      | Total de votos                        | 3.335                | 100                  |                      |                                                                                               |
| Electores registrados/participación | Electores registrados/participación   | 4.060                | 82,14                |                      |                                                                                               |
| Belgrano 2 Diputados                |                                       |                      |                      |                      |                                                                                               |
| Partido                             | Partido                               | Votos                | %                    | Bancas               | Electos                                                                                       |
|                                     | Partido Demócrata Nacional            | 783                  | 44,95                | 2/2                  | - Deoclecio Pérez - Manuel Ojeda                                                              |
|                                     | Unión Cívica Radical Junta Renovadora | 620                  | 35,59                |                      |                                                                                               |
|                                     | Unión Cívica Radical                  | 338                  | 19,40                |                      |                                                                                               |
|                                     | Partido Comunista                     | 1                    | 0,06                 |                      |                                                                                               |
| Total de votos                      | Total de votos                        | 1.742                | 100                  |                      |                                                                                               |
| Electores registrados/participación | Electores registrados/participación   | 2.080                | 83,75                |                      |                                                                                               |
| Chacabuco 2 Diputados               |                                       |                      |                      |                      |                                                                                               |
| Partido                             | Partido                               | Votos                | %                    | Bancas               | Electos                                                                                       |
|                                     | Unión Cívica Radical Junta Renovadora | 1.368                | 38,96                | 2/2                  | - Ángel Valentín Massi - Dardo Aguirre                                                        |
|                                     | Partido Demócrata Nacional            | 1.347                | 38,37                |                      |                                                                                               |
|                                     | Unión Cívica Radical                  | 795                  | 22,64                |                      |                                                                                               |
|                                     | Partido Comunista                     | 1                    | 0,03                 |                      |                                                                                               |
| Total de votos                      | Total de votos                        | 3.511                | 100                  |                      |                                                                                               |
| Electores registrados/participación | Electores registrados/participación   | 4.316                | 81,35                |                      |                                                                                               |
| Coronel Pringles 2 Diputados        |                                       |                      |                      |                      |                                                                                               |
| Partido                             | Partido                               | Votos                | %                    | Bancas               | Electos                                                                                       |
|                                     | Unión Cívica Radical Junta Renovadora | 1.103                | 41,28                | 2/2                  | - Argentino Aguiar - Víctor Endeiza                                                           |
|                                     | Partido Demócrata Nacional            | 1.023                | 38,29                |                      |                                                                                               |
|                                     | Unión Cívica Radical                  | 546                  | 20,43                |                      |                                                                                               |
| Total de votos                      | Total de votos                        | 2.672                | 100                  |                      |                                                                                               |
| Electores registrados/participación | Electores registrados/participación   | 3.214                | 83,14                |                      |                                                                                               |
| General Pedernera 7 Diputados       |                                       |                      |                      |                      |                                                                                               |
| Partido                             | Partido                               | Votos                | %                    | Bancas               | Electos                                                                                       |
|                                     | Unión Cívica Radical Junta Renovadora | 5.191                | 55,26                | 5/7                  | - Pedro Bernardo Díaz - Narciso Luna - Epifanio Freites - Felipe Fernández - Manuel M. Olgran |
|                                     | Partido Demócrata Nacional            | 2.717                | 28,92                | 2/7                  | - José A. Ochoa Ortiz - Mario Genzana                                                         |
|                                     | Unión Cívica Radical                  | 1.386                | 14,75                |                      |                                                                                               |
|                                     | Partido Comunista                     | 100                  | 1,06                 |                      |                                                                                               |
| Total de votos                      | Total de votos                        | 9.394                | 100                  |                      |                                                                                               |
| Electores registrados/participación | Electores registrados/participación   | 12.117               | 77,53                |                      |                                                                                               |
| General San Martín 2 Diputados      |                                       |                      |                      |                      |                                                                                               |
| Partido                             | Partido                               | Votos                | %                    | Bancas               | Electos                                                                                       |
|                                     | Partido Demócrata Nacional            | 1.187                | 47,25                | 2/2                  | - Víctor M. Liceda - Ignacio Montenegro                                                       |
|                                     | Unión Cívica Radical Junta Renovadora | 1.066                | 42,44                |                      |                                                                                               |
|                                     | Unión Cívica Radical                  | 259                  | 10,31                |                      |                                                                                               |
| Total de votos                      | Total de votos                        | 2.512                | 100                  |                      |                                                                                               |
| Electores registrados/participación | Electores registrados/participación   | 3.130                | 80,26                |                      |                                                                                               |
| Junín 2 Diputados                   |                                       |                      |                      |                      |                                                                                               |
| Partido                             | Partido                               | Votos                | %                    | Bancas               | Electos                                                                                       |
|                                     | Unión Cívica Radical Junta Renovadora | 1.435                | 50,69                | 2/2                  | - Miguel Flores - Julio Flores                                                                |
|                                     | Partido Demócrata Nacional            | 1.003                | 35,43                |                      |                                                                                               |
|                                     | Unión Cívica Radical                  | 393                  | 13,88                |                      |                                                                                               |
| Total de votos                      | Total de votos                        | 2.831                | 100                  |                      |                                                                                               |
| Electores registrados/participación | Electores registrados/participación   | 3.396                | 83,36                |                      |                                                                                               |
| La Capital 5 Diputados              |                                       |                      |                      |                      |                                                                                               |
| Partido                             | Partido                               | Votos                | %                    | Bancas               | Electos                                                                                       |
|                                     | Unión Cívica Radical Junta Renovadora | 2.408                | 34,40                | 4/5                  | - Carlos Juan Rodríguez Jurado - Ramón Torres - Fermín Crespo - Juan Escudero Gauna           |
|                                     | Partido Demócrata Nacional            | 2.280                | 32,58                | 1/5                  | - Aníbal Durán                                                                                |
|                                     | Unión Cívica Radical                  | 2.156                | 30,80                |                      |                                                                                               |
|                                     | Partido Comunista                     | 155                  | 2,21                 |                      |                                                                                               |
| Total de votos                      | Total de votos                        | 6.999                | 100                  |                      |                                                                                               |
| Electores registrados/participación | Electores registrados/participación   | 8.619                | 81,20                |                      |                                                                                               |